# Jens Howe
Jens Howe (Oschatz, 17 febbraio 1961) è un ex schermidore tedesco, vincitore di una medaglia d'argento ed una di bronzo ai campionati mondiali di scherma.